# Melanchra saltdalensis
Melanchra saltdalensis är en fjärilsart som beskrevs av Embrik Strand 1903. Melanchra saltdalensis ingår i släktet Melanchra och familjen nattflyn. Inga underarter finns listade i Catalogue of Life.